# Kagapsychops aranea
Kagapsychops aranea là một loài côn trùng trong họ Osmylopsychopidae thuộc bộ Neuroptera. Loài này được Fujiyama miêu tả năm 1978.